# EHC Biel
Der EHC Biel ist ein Schweizer Eishockeyclub aus der zweisprachigen Stadt Biel/Bienne, der in der National League spielt. Die Profimannschaft wurde 1998 als Aktiengesellschaft vom 1939 gegründeten EHC Biel ausgelagert, der Stammverein ist heute für den Nachwuchsbereich unterhalb der Elite-Junioren-Stufe verantwortlich. Der Club trägt seine Heimspiele in der Tissot Arena in Biel/Bienne aus.
Die Aktiengesellschaft tritt als EHC Biel Holding AG auf und unterhält drei Tochtergesellschaften: EHC Biel Sport AG, EHC Biel Marketing AG und EHC Biel-Bienne Spirit AG. Die Profimannschaft tritt allerdings weiterhin als EHC Biel auf. Da die Stadt Biel durchgehend zweisprachig ist, existiert neben der deutschen Bezeichnung EHC Biel (Abkürzung EHCB) auch eine französische: HC Bienne (Abkürzung HCB).
Während 20 Jahren spielten die Bieler zwischen 1975, dem Jahr ihres ersten Aufstiegs, und 1995 in der höchsten Spielklasse. Sie gewannen 1978, 1981 und 1983 unter drei verschiedenen Trainern (František Vaněk, Ed Reigle, Kent Ruhnke) drei Meistertitel und prägten mit dem SC Bern und dem SC Langnau in den späten 1970er- und 1980er-Jahren die nationale Meisterschaft.
In den späten 1980er- und 1990er-Jahren hielten die Bieler dem finanziellen Druck des zunehmend professionalisierten und kommerziellen Eishockey-Spielbetriebs auch aufgrund des Ausstiegs des Mäzens Willy Gassmann nicht mehr stand und stiegen schliesslich 1995 ab. Nach dem Abstieg und der Sanierung dauerte es 13 Jahre, bis der EHC Biel nach vier NLB-Meistertiteln in fünf Jahren und ebenso vielen Anläufen in den Liga-Qualifikationsspielen mit dem jeweils NLA-Letzten den angestrebten Wiederaufstieg in der Saison 2007/08 schaffte.
Das Budget für die erste NLA-Saison 2008/09 nach dem Wiederaufstieg belief sich auf sieben Millionen Franken, was eine Steigerung von 3,8 Millionen im Vergleich zum Vorjahr darstellte. Auf die Saison 2015/2016 belief sich das Budget auf rund 13 Millionen Franken. Das AG-Kapital beträgt 847'800 Franken und ist in Inhaberaktien aufgeteilt.

## Geschichte

Logo bis zur Saison 2014/15

### Die Gründung (1939–1955)
Der EHC Biel wurde 1939 von Heinrich Plüss gegründet, der wenig später wegen interner Differenzen aus dem Verein austrat. Er gründete den konkurrierenden Verein EHC Tornado Biel, in dessen Schatten der EHC Biel in den folgenden Jahren weiterexistierte. Ausserdem hatte der Verein interne und finanzielle Probleme.
Am 25. September 1947 fusionierten die beiden Vereine, wobei erneut Heinrich Plüss an die Spitze des neuen Vereins gewählt wurde. Der aus der Fusion hervorgegangene Verein hiess EHC Tornado Biel. Am 1. August 1948 wurde EHC Biel als offizieller Name des Vereins eingeführt. Er spielte in der Serie B (gleichbedeutend mit der heutigen zweiten Schweizer Amateurliga), sportliche Erfolge blieben grösstenteils aus. Da kein geeigneter Trainingsplatz gefunden wurde, mussten die Spieler des EHC Biel häufig zum Training nach Bern reisen. Der Verein war daher auf mobile Spieler angewiesen, was in den ersten Jahren nach dem Zweiten Weltkrieg ein nicht zu unterschätzendes Problem darstellte.

### Erster Aufschwung (1956–1959)
1956, als sich der EHC Biel in einem finanziellen Engpass befand, übernahm Willy Gassmann, Inhaber der Zeitung Bieler Tagblatt, das Präsidentenamt. Da die Mannschaft in der Saison zuvor am grünen Tisch der Serie A (gleichbedeutend mit der heutigen 1. Schweizer Amateurliga) zugeteilt worden war, wurden neue Geldgeber und Sponsoren gefunden. In der Saison 1957/58 begann die Aufbauarbeit Willy Gassmanns erste Erfolge zu zeigen. Dazu beigetragen hatten der kanadische Spielertrainer Moe Five und eine bessere Vorbereitungsphase. Der EHC Biel setzte sich in der Rückrunde punktgleich mit Urania Genève Sport an die Spitze der Serie A.
Zum ersten Mal in seiner Geschichte mobilisierte der EHC Biel eine grössere Anzahl Anhänger zu den Spitzenspielen. So waren beim 7:6-Sieg gegen Urania Genf 3'000 Eishockeyanhänger auf der offenen Natureisbahn Gurzelen anwesend. Ein Wetterumsturz verhinderte die Austragung der letzten Runde der Saison. Das Reglement brachte Urania Genève Sport den Aufstieg in die NLB, da dieser Verein die Vorrunde für sich entschieden hatte. 1958 befürworteten die Bieler Stimmberechtigten den Antrag zum Bau einer Kunsteisbahn (KEB) im Bieler Längfeld-Quartier, der innerhalb kurzer Zeit ausgeführt wurde.
Am 17. November 1958 wurde vor 4'000 Zuschauern die erste Partie in der neuen KEB Längfeld ausgetragen. Die offizielle Eröffnung fand vier Tage später, am 21. November anlässlich des Freundschaftsspiels gegen den Schweizer Meister EHC Arosa statt. 5'000 Zuschauer wurden Zeuge eines 4:2-Sieges der Bieler Eishockeymannschaft. Nach der Saison lagen der HC Martigny und der EHC Biel gleichauf. Im letzten Spiel in Martigny vor 7'000 Zuschauern verlor der EHC Biel mit 4:9 und verpasste den Aufstieg in die NLB. Auch in der darauf folgenden Saison verpasste der Verein diesen in einem Relegationsspiel gegen den HC Ajoie.

### Aufstieg in die Nationalliga B (1960–1967)
Durch die Aufstockung der Nationalliga B stieg der EHC Biel – neben dem EHC Winterthur – nachträglich in die zweithöchste Eishockey-Liga auf. Am Ende der ersten Saison erreichte die Mannschaft den vierten Platz in der NLB. Häufig wurden eigene Junioren in den Kader eingebaut, diese verhalfen in der Saison 1963/64 der Mannschaft zum Sieg ihrer NLB-Gruppe. In Biel, vor über 6'000 Zuschauern, sowie im Rückspiel unterlag der EHC dem Westgruppenmeister Genf.
Der kanadische Spielertrainer Bob Dennison beendete seine Karriere und reiste in seine Heimat zurück. Ab der folgenden Saison wurde die Mannschaft mit Ernst Wenger zum ersten Mal von einem Trainer betreut, der nicht gleichzeitig auch als Spieler aktiv war. Der EHC Biel stieg 1967 in die 1. Liga, die Nachfolgeliga der Serie A, ab.

### Aufstieg in die Nationalliga A (1968–1976)
Eine Saison später wurde der direkte Wiederaufstieg in die Nationalliga B geschafft. 1971, weiterhin in der NLB, wurde in Biel mit dem Bau einer überdachten Eishalle begonnen. Die Mannschaft trug ihre Spiele in diesem Jahr in der 15 Kilometer entfernten Kunsteisbahn Lyss, der heutigen Seelandhalle, aus. Auch dort hatte der EHC Biel regen Zuschauerzuspruch, dies vor allem wegen des neuen kanadischen Publikumslieblings Steve Latinovich.
Zum Auftakt der Rückrunde der Saison 1972/73 fand erstmals ein Spiel im neuen Eisstadion Biel statt. Den Aufstieg in die Nationalliga A (NLA) verpasste der Verein knapp. Zwei Jahre später wurde mit dem Kanadier Barry Jenkins, den Steve Latinovich als Ersatz während seiner Abwesenheit aus beruflichen Gründen zum EHC Biel in die Schweiz geschickt hatte, in der zweitletzten Aufstiegsrunde der EHC Visp vor 7'000 Zuschauern im Eisstadion Biel besiegt. Der EHC Biel stieg erstmals in seiner Geschichte in die Nationalliga A auf.
Das nun auch in der Sommerpause intensivierte Training an der Eidgenössischen Turn- und Sportschule in Magglingen und in den Krafträumen des Eisstadions führte zu einem guten Start des EHC Biel in die neue Saison. Das Zuschauerinteresse nahm weiter zu. Beim kantonalen Derby gegen den SC Langnau umrahmte eine Rekordkulisse von 9'000 Zuschauern das Eisstadion. Nach acht Spielen in der ersten Saison in der NLA lag der EHC Biel im Mittelfeld der Tabelle. Danach erzielte der EHC Biel eine Serie von zwölf Siegen in Folge und erreichte beim Derbysieg gegen den SC Bern mit 9'411 Zuschauern die bisher höchste Zuschauerzahl in einem Heimspiel.
Obwohl die Serie abriss, hatte der EHC Biel mit einem Sieg im letzten Spiel der Saison in Langnau noch die Chance, die Meisterschaft zu gewinnen. Die Mannschaft verlor mit 3:6 und musste den Emmentalern den ersten Platz überlassen. In der Saison 1976/77 wurde der dritte Platz erreicht. Der SC Bern wurde Meister, und der SC Langnau setzte sich vor den EHC Biel. Als Torhüter war in dieser Saison erstmals das Bieler Talent Olivier Anken im Einsatz.

### Dreimaliger Gewinn der Meisterschaft (1977–1983)
In der Saison 1977/78 errang der EHC Biel den ersten Meistertitel. Das letzte Saisonspiel wurde mit 4:1 gegen den EHC Kloten gewonnen. Da der SC Langnau zuhause dem SC Bern unterlag, wurden die Emmentaler noch abgefangen.
Im Jubiläumsjahr – 40 Jahre EHC Biel – weigerte sich der Verein, seine Spieler an die Nationalmannschaft abzutreten, und konnte nach Neujahr den Punkterückstand auf die führenden Mannschaften wieder gutmachen. Am letzten Spieltag wurde der Kampf zu Ungunsten der Bieler Mannschaft entschieden, die durch die enge Lage an der Tabellenspitze auf den vierten Platz abrutschte.
Die Saison 1980/81 nahm der EHC Biel mit einer auf zahlreichen Positionen umstrukturierten Mannschaft in Angriff. Die gewichtigsten Änderungen wurden bei den Ausländern vorgenommen. Serge Martel und Richmond Gosselin ersetzten Steve Latinovich und Bob Lindberg. Nach einem mässigen Beginn kehrte der EHC Biel zu seiner alten Form zurück, weshalb letztlich der zweite Titel gewonnen wurde. Am Ende wurde die Saison mit sieben Punkten Vorsprung und einem Zuschauerschnitt von 7'784 Personen beendet.
In der Saison 1981/82 befand sich der EHC Biel mit Anken im Tor eine Begegnung vor Beendigung der Hauptrunde in der Abstiegszone und traf im Entscheidungsspiel auf den SC Bern. Nachdem Berns Angreifer Bruno Wittwer im letzten Drittel bei einer sogenannten «Breakaway»-Situation regelwidrig von Biels Verteidiger Daniel Dubuis gestoppt worden war, verhängte Schiedsrichter René Fasel einen Penalty für den SC Bern. Anken parierte jedoch Wittwers Schuss, und daraufhin schoss Serge Martel die Bieler innert Kürze zum 3:2-Sieg über den SC Bern und zum Ligaerhalt. Durch den Sieg nahm der EHC Biel an der Meisterrunde teil. In dieser Saison hatte der EHC Biel vier Trainer unter Vertrag genommen (Jürg Ochsner, Jean Helfer, Ed Reigle, Kent Ruhnke).
Die Mannschaft wurde 1982/83 auf verschiedenen Positionen erneut verändert. Der kanadische Verteidiger Daniel Poulin stiess zum EHC Biel, und der langjährige Präsident und Mäzen Willy Gassmann zog sich zurück. Im Gegensatz zu den vorherigen Saisons, als der EHC Biel der wohlhabendste Club der NLA war, sank nun auch die Erwartung an den Verein. Obwohl der EHC Biel nicht mehr zum Favoritenkreis zählte, brillierte die Mannschaft in der Saison 1982/83 unter Trainer Kent Ruhnke. Richmond Gosselin war der herausragende Spieler der NLA, Daniel Poulin ein torgefährlicher Scorer von der blauen Linie und Torhüter Olivier Anken der beste Torhüter der Saison. Am Schluss der Qualifikation erreichte der EHC Biel den zweiten Platz. In der Meisterrunde (zehn Spiele, neun Siege) fing der EHC Biel den HC Davos ab und gewann seinen dritten Meistertitel.

### Sicher in der oberen Tabellenhälfte (1983–1990)
Die Titelverteidigung gelang in der Saison 1983/84 nicht, und der EHC Biel erreichte Rang fünf. Vor allem nach dem Aufstieg des HC Lugano im Jahr 1982 erhöhten sich die Spielergehälter in der Liga, was für den EHC Biel zunehmend ein finanzielles Problem darstellte. Daher versuchte der Verein die prekäre Lage mit Spendenaktionen auszugleichen, und Spieler verzichteten auf einen Teil ihrer Löhne.
Die Saison 1984/85 nahm der EHC Biel mit einem neuen Trainer, Tibor Vozar, und einem neuen Spieler, dem Kanadier Normand Dupont, der für Richmond Gosselin kam, in Angriff. Weiterhin besass der Verein ein Ausländerduo, welches zusammen mit Olivier Anken dazu beitrug, dass sich der EHC Biel in den folgenden Jahren nie in Abstiegsgefahr befand. Mit der Sturmlinie Willy Kohler, Normand Dupont und Marc Leuenberger stellte der EHC Biel eine der besten Angriffsreihen der NLA. Unter Tibor Vozar erreichte die Mannschaft den sechsten Rang und somit die Meisterrunde, allerdings war die vom Trainer verordnete defensive Spielweise nicht dazu geeignet, grössere Zuschauerzahlen anzuziehen.
Nicht zuletzt aus finanziellen Gründen entschied sich die Vereinsführung, Jean Helfer, der dem Verein zuvor schon in diversen Funktionen gedient hatte (TK-Chef, Interimstrainer, Talentspäher), für die folgende Saison als Trainer zu engagieren. In der Saison 1985/86 kämpfte der EHC Biel bis zum Schluss um die Teilnahme an den erstmals ausgetragenen Playoffs der Top vier, verlor jedoch das letzte und entscheidende Spiel gegen den HC Sierre im Bieler Eisstadion. In der Saison 1986/87 gewannen die Bieler im Schnitt ungefähr einen Punkt pro Spiel, was für die Playoff-Qualifikation nicht reichte. Am Schluss beendete der EHC Biel die Saison mit dem sechsten Rang.
Mit der Saison 1987/88 begann die Ära des schwedischen Trainers Björn Kinding, der vier Jahre lang relativ erfolgreich arbeitete. Spieler aus der eigenen Jugendmannschaft wurden integriert und schafften vielfach den Durchbruch in der ersten Mannschaft. Der Verein musste weiterhin nicht um den Klassenerhalt bangen. Durchschnittlich wurde etwa ein Punkt pro Spiel gewonnen und damit in der Saison 1987/88 die Playoffs der Top vier knapp verpasst. In der Saison 1988/89 qualifizierte sich der Verein mit dem sechsten Platz erstmals für die Playoffs. Die Viertelfinalspiele gegen den Kantonsrivalen SC Bern gingen verloren (1:4, 2:5).
Zur Saison 1989/90 kehrte Köbi Kölliker nach Biel zurück, der Kanada-Schweizer Gaëtan Boucher wurde verpflichtet, und der Abgang von Daniel Poulin wurde durch NHL-Spieler Gaston Gingras kompensiert.
Einerseits führte die gewonnene Routine, andererseits die positive Entwicklung der seit drei Jahren von Björn Kinding betreuten Mannschaft dazu, dass der EHC Biel in dieser Saison zeitweise an der Tabellenspitze stand und sich am Schluss der Qualifikation auf dem dritten Platz befand. In den Playoff-Viertelfinalspielen setzte sich der EHC Biel mit zwei Spielen gegen den EV Zug durch. Im Halbfinal kam es zu einem Duell mit dem Kantonsrivalen aus der Hauptstadt. Das erste Spiel in Bern wurde gewonnen (3:2), im dritten Spiel in Bern verloren die Bieler (3:2 nach Verlängerung), während sich der SC Bern in den Spielen im Bieler Eisstadion durchsetzte (2:6, 6:9).

### Konsolidierung (1990–1994)
1990/91 gelang der praktisch unveränderten Mannschaft die Bestätigung nicht. Trainer Kinding wurde während der Saisonmitte entlassen und durch Dick Decloe, der vom SC Lyss (NLB) kam, ersetzt. Es resultierten ein siebter Rang nach der Qualifikation und drei Niederlagen im Viertelfinal gegen den HC Lugano.
Die folgende Transferperiode zog eine Zäsur in der Mannschaft nach sich. Sowohl Normand Dupont als auch Marc Leuenberger verliessen den Verein, was zum Ende der Sturmlinie Kohler/Dupont/Leuenberger führte. Jean-Jacques Aeschlimann, Laurent Stehlin und Gaston Gingras wechselten zum HC Lugano. Durch die politischen Veränderungen im Ostblock eröffnete sich 1991/92 ein neuer Spielermarkt, und es konnten zwei Spieler aus der ehemaligen Sowjetunion verpflichtet werden. Martin Laminet, der Bieler Präsident, wie auch der Fribourg-Gottéron Präsident Jean Martinet verpflichteten zwei Spieler aus der obersten sowjetischen Liga. Mit dem Offensivverteidiger Walerij Schyrjajew, welcher 38 Punkte in 44 Spielen in der letzten Spielzeit der obersten sowjetischen Liga erzielte, und Ramil Juldaschew, mit 56 Punkten in 44 Spielen der Topscorer dieser Meisterschaft, kamen zwei hochkarätige ukrainische Spieler zum EHC Biel. Der EHC Biel setzte sich in den Verhandlungen gegen den HC Davos durch, der die beiden ebenfalls hatte verpflichten wollen.
Somit nahm der EHC Biel die Saison 1991/92 mit neuen Spielern, aber vorerst weiterhin mit Trainer Decloe in Angriff. Ramil Juldaschew erzielte in seiner ersten Spielzeit 35 Tore und insgesamt 66 Punkte in 39 Spielen bei nur 20 Strafminuten, und der Verteidiger Schyrjajew stand Ende dieser Spielzeit mit 42 Punkten in 33 Spielen da. Trotz den beiden neuen und auf dem Papier stärksten Ausländer der Liga erreichte der EHC Biel nur den achten Rang und war vier Punkte von einem Abstiegsrundenplatz entfernt.

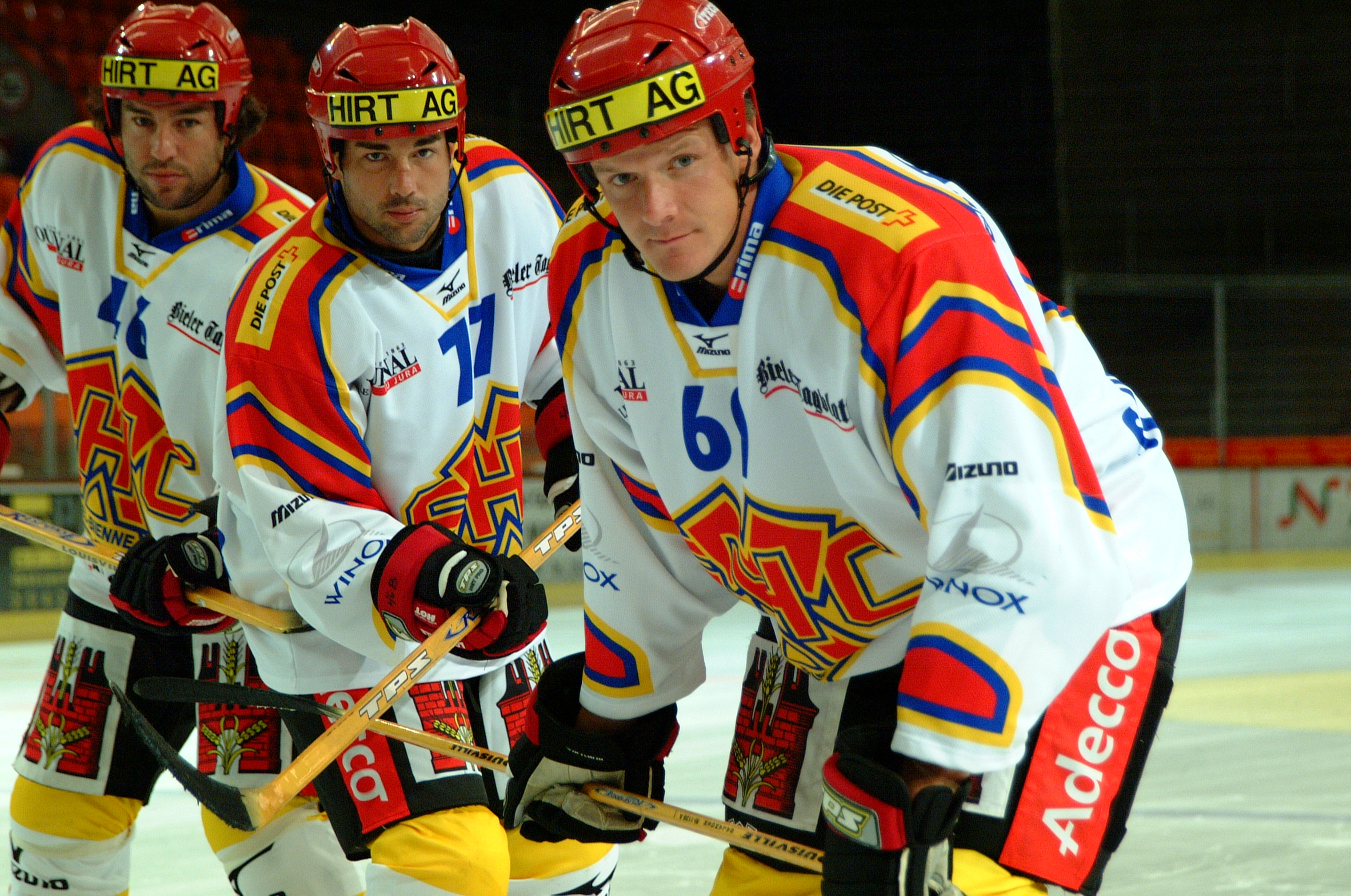
Spieler 2004; rechts der spätere EHCB-Trainer Kevin Schläpfer

In den Playoffs bezwang der EHC Biel, nun trainiert vom Duo Lucien Ramseyer/Köbi Kölliker, im ersten Viertelfinalspiel den in dieser Saison die Qualifikation dominierenden HC Fribourg-Gottéron nach Penaltyschiessen, das zweite ging nach Verlängerung verloren. Im dritten und vierten Spiel verloren die Bieler gegen den HC Fribourg-Gottéron, dies vor allem wegen der zwei russischen Stürmer Slawa Bykow und Andrei Chomutow.
1992/93 stand der EHC Biel unter der Leitung von Trainer Bror Hansson. Ihm gelang es, die beiden Ukrainer besser in die Mannschaft zu integrieren, die Mannschaft spielte ein klares Spielsystem und erreichte den Playoff-Viertelfinal (Rang sieben), der gegen Kloten mit 4:0-Spielen verloren ging. Nach Saisonschluss wurde der als Publikumsliebling geltende Trainer Bror Hansson durch den Vorstand um Ueli Roth aus seinem weiterlaufenden Vertrag entlassen und durch den als Trainer unerfahrenen Köbi Kölliker ersetzt. Köbi Kölliker hatte bis dahin lediglich einmal als Trainer gearbeitet, und dies in den Playoffs 1991/92 zusammen mit Lucien Ramseier als Trainerduo.
In der Saison 1993/94 erzielte der bis anhin zuverlässige Scorer Ramil Juldaschew aufgrund vieler Verletzungen und bedingt durch den Abgang seines Passgebers Walerij Schyrjajew nur 26 Punkte in 34 Spielen. Der Däne Heinz Ehlers war durch die vielen Verletzungen Juldaschews beinahe auf sich alleine gestellt und erhielt durch den Tschechen Leo Gundas, welcher nur 5 Punkte in 19 Spielen erzielte, keine Unterstützung. Diese beiden konnten das ukrainische Duo nicht valabel ersetzen. Daher erreichte der Verein nach der Qualifikation den zehnten und letzten Platz. Nun wurde der Trainer durch Jean Helfer ersetzt. Es folgten Playout-Spiele gegen den neuntklassierten EHC Olten. Im sechsten Spiel, im Bieler Eisstadion, hielt Olivier Anken im Penaltyschiessen den entscheidenden Penalty, und der EHC Biel hielt sich in der NLA. Olivier Anken trat danach vom Profisport zurück.

### Abstieg und Sanierung (1994–1997)
In der Saison 1994/95 bestritt Chris Chelios während des NHL-Lockouts drei Spiele für den EHC Biel und verbuchte drei Assists, bevor er sich verletzte.
Sörensen und schliesslich Reynolds hiessen die Trainer in dieser Saison. Präsident Roth war zu Ohren gekommen, der Bieler Stürmer Marc Weber solle behauptet haben, es sei für den EHC Biel angesichts der finanziellen Situation wohl besser, in die NLB abzusteigen. Roth entliess darauf Weber fristlos, der danach vom SC Rapperswil-Jona aufgenommen wurde. Diese Aktion half der Mannschaft nicht, der letzte Platz und die Playout-Niederlage gegen Rapperswil waren die Folge. Der EHC Biel stieg in die NLB ab. Die abtretende Führung des EHC Biel hinterliess einen Schuldenberg von 4,5 Millionen Franken.
Die nächsten Jahre standen im Zeichen der Sanierung. Unter anderem verbesserten Urs W. Frey und Erwin Stalder die finanzielle Situation durch eine Nachlassstundung des Vereins. Zudem wurde 1998 die Aktiengesellschaft EHC Biel AG gegründet. In sportlicher Hinsicht wurden in den ersten zwei NLB-Jahren keine grösseren Erfolge verbucht. 1995/96 ging der EHC Biel mit dem Trainer Barry Jenkins, den Russen Kwartalnow und Malgin und einer auf etlichen Positionen veränderten Mannschaft nach dem Abstieg in die erste NLB-Saison. Nach der Qualifikation wurde der siebte Platz belegt. Im Playoff-Viertelfinal schied der EHC Biel gegen den späteren Aufsteiger HC La Chaux-de-Fonds mit 3:0-Spielen aus.
In der nächsten Saison wurden wieder kanadische Spieler wie Paul Gagné und Shawn Heaphy verpflichtet. Trainiert wurde der Verein nun von Mike Zettel. Trotz guten Leistungen der Ausländer und für NLB-Verhältnisse hochkarätigen Zuzügen wie Fredi Lüthi (Rückkehrer) und Maxime Lapointe zeigte der EHC Biel keine wesentlichen Fortschritte in der Saison 1996/97. Es resultierte Rang acht nach der Qualifikation und eine Niederlage zum Abschluss im Playoff-Viertelfinal gegen den Qualifikationssieger HC Thurgau (2:3-Siege). Ende dieser Saison verliess der NHL-Erstrundendraft Michel Riesen den EHC Biel, der bereits in der bis dahin letzten NLA-Saison des EHC Biel im Alter von 15 Jahren zu seinen ersten NLA-Spielen und ersten NLA-Punkten gekommen war.

### Nationalliga B (1997–2003)
In der Saison 1997/98 übernahm Paul-André Cadieux das Traineramt. Die nicht gross veränderte Mannschaft zeigte gute Leistungen, der EHC Biel wurde zum NLB-Spitzenteam: Platz zwei in der Qualifikation, Playoff-Viertelfinal und -halbfinalsiege gegen GC und Thurgau. Es kam zum Derby-Final gegen die SCL Tigers aus Langnau, bei welchem sich die Tigers mit 1:3 Siegen durchsetzten (2:3, 3:8, 8:0, 2:3). In der Saison 1998/99 hielt der EHC Biel nicht mit den führenden Teams mit und erreichte Rang vier. Es folgten 3:1-Siege im Viertelfinal gegen den HC Lausanne, ehe er im Halbfinal gegen den EHC Chur mit 1:3 verlor.
Zur Saison 1999/2000 übernahm der Kanadier Paul Gagné das Traineramt. Seine Landsleute Claude Vilgrain und Michel Mongeau waren die neuen Spieler im Team. Die Mannschaft erreichte den fünften Platz in einer breiten Spitzengruppe. Sie setzte sich in den Viertelfinalspielen gegen den HC Thurgau durch und unterlag dem späteren Aufsteiger EHC Chur im Halbfinal.

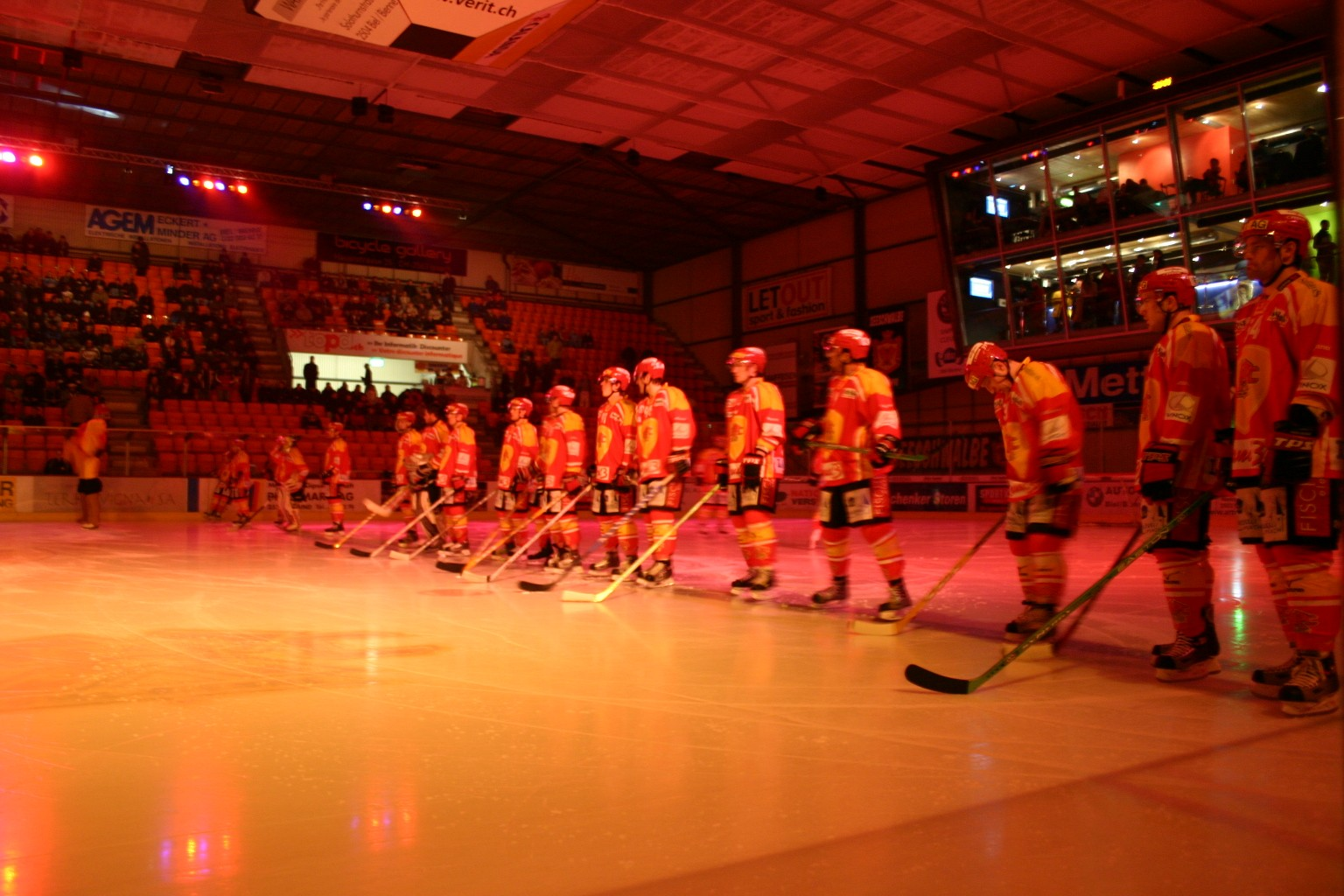
Spielbeginn 2006

Der nächste Trainer hiess Markus Graf. In der Saison 2000/01 stiess der EHC Biel wieder an die Spitze vor. Mit den Kanadiern Gino Cavallini und Claude Vilgrain hatte der EHC Biel ein starkes Ausländerduo. Der EHC Biel erreichte Rang zwei nach der Qualifikation und setzte sich in den Playoffs gegen den HC Ajoie und Servette Genf durch, ehe die Mannschaft im Final gegen den Lausanne Hockey Club verlor.
In der Saison 2001/02 schied EHC Biel im Playoff-Viertelfinal gegen Ajoie aus. Kurz vor den Playoffs war Trainer Graf entlassen und kurzfristig durch Leuenberger ersetzt worden. Zur Saison 2002/03 übernahm Bror Hansson wie vor zehn Jahren den Posten des Trainers. Die Qualifikationsphase wurde hinter GC und Basel auf Platz drei beendet, in den Playoffs besiegte der EHC Biel den HC Thurgau und unterlag danach dem späteren Aufsteiger EHC Basel.

### Aufstiegskandidat (2003–2007)

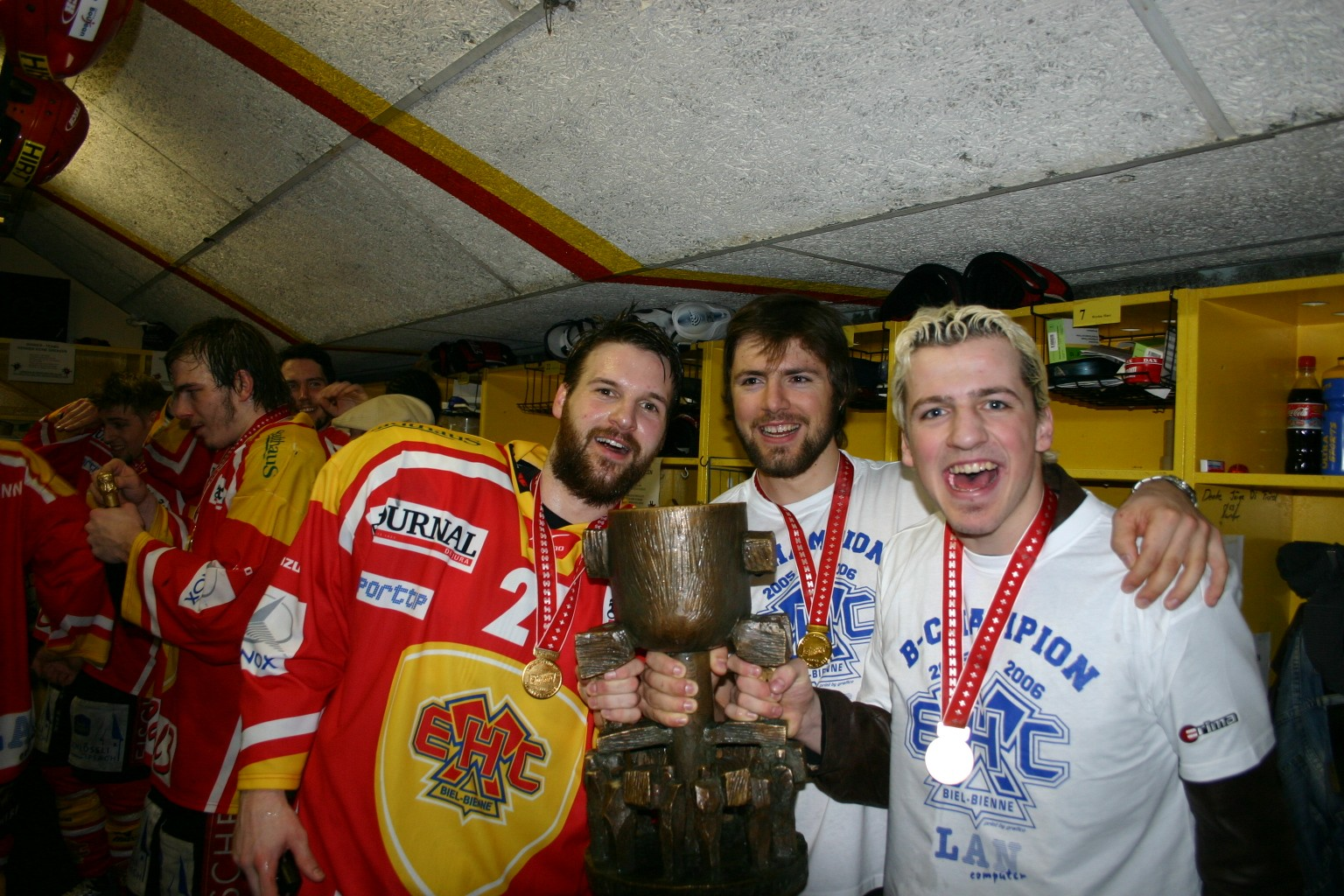
Meister NLB 2006

In der Saison 2003/04 stand Charlie Oppliger an der Bande. Mit ihm erreichte der EHC Biel den ersten Platz der Qualifikationsrangliste. Nach dem Playoff-Final gegen den HC Sierre wurde der NLB-Meistertitel gewonnen. Der Verein hatte die Chance, nach einem Sieg gegen den HC Lausanne aufzusteigen. Dort erwies sich der Unterschied vor allem beim Ausländerpersonal als zu gross, und so scheiterte der EHC Biel klar.
Die Saison 2004/05 war geprägt von vielen NHL-Söldnern in der Schweiz, die aufgrund des Lockouts Spielpraxis in europäischen Ligen suchten. Auch der EHC Biel verpflichtete mit Ben Clymer und Tyler Wright zwei Spieler aus der NHL. Nach Rang zwei in der Qualifikation scheiterte der Verein im Halbfinal am HC Sierre-Anniviers.
In der Saison 2005/06 wurde der EHC Biel Qualifikationssieger. Anschliessend wurden in den Playoffs die jeweiligen Gegner (GCK Lions, HC Lausanne und HC Sierre-Anniviers) mit 4:1 Siegen bezwungen. Im letzten Spiel, das den Meistertitel brachte, wurde der HC Sierre-Anniviers mit 10:0 im heimischen Eisstadion Biel geschlagen.
Aus den Fehlern der letzten Aufstiegsspielen in der Saison 2003/04, als sich der Unterschied vor allem zwischen den Ausländern als zu gross erwies, zog die Vereinsführung für diese Ligaqualifikation den Schluss, dass noch einmal neue Spieler verpflichtet werden müssten. Sie stellte, zusätzlich zu den bereits unter Vertrag stehenden Kanadiern, Jesse Bélanger, Patrice Lefebvre, Pascal Trépanier und Éric Perrin vom SC Bern, Marko Tuomainen von den SCL Tigers, Steve Thornton vom EHC Basel sowie Alexandre Tremblay und den ukrainisch-schweizerischen Doppelbürger Walerij Schyrjajew vom HC La Chaux-de-Fonds ein. Da sich aber auch die Gegner verstärkten (insgesamt wurden während der Saison 17 Ausländerlizenzen vergeben), scheiterte der EHC Biel erneut, diesmal mit 2:4 gegen Fribourg-Gottéron.
Nach dem gewonnenen NLB-Meistertitel und dem verpassten Aufstieg verliessen viele Stammspieler den Club, die Ausländer mussten den Club verlassen. Hinzu kam, dass zwei Stammspieler aufgrund einer Verletzung den Rücktritt vom Eishockey gaben. Somit stieg der EHC Biel mit einer stark veränderten Mannschaft in die Saison 2006/07. Trotz diesen vielen Änderungen und aufgrund dessen einer unbeständigen Saison schloss der EHC Biel auf dem zweiten Rang ab. Nach Playoff-Viertelfinal und -Halbfinalspielen wurde gegen den EHC Visp der dritte NLB-Meistertitel in vier Jahren errungen. Um aufzusteigen, gab der EHC Biel über 350'000 Franken für Verstärkungsausländer aus. Dies waren der tschechische Nationaltorhüter Marek Pinc, die früheren NHL-Spieler Jiří Šlégr und Serge Aubin sowie Nick Naumenko und Eero Somervuori vom HC Ambrì-Piotta und Kirby Law vom HC Genève-Servette. Somit hatte der EHC Biel, neben den eigenen Ausländern Alexandre Tremblay und Brian Felsner sowie dem ausgeliehenen Stefan Hellkvist, neun Ausländer unter Vertrag, wobei fünf pro Spiel eingesetzt werden durften. Der EHC Biel gestaltete die Best-of-Seven-Serie gegen die SCL Tigers nicht erfolgreich.

### Aufstieg in die NLA und die ersten Jahre in der NLA nach dem Wiederaufstieg
Am 8. April 2008 stieg der EHC Biel nach 13 Jahren in der Nationalliga B, vier NLB-Meistertiteln in fünf Jahren und im vierten Anlauf in der Ligaqualifikation erneut in die Nationalliga A auf. In der Ligaqualifikation wurde der EHC Basel mit 4:0 in der Serie bezwungen. Der EHC Biel hatte die Saison mit einem neuen Trainer begonnen, war mit einem kleinen Kader gestartet und belegte lange einen Platz im vorderen Mittelfeld. Schliesslich gewannen die Bieler die Qualifikation mit sieben Punkten Vorsprung auf den Lausanne HC. In den Playoffs setzte sich die Mannschaft gegen den EHC Olten (4:1 in der Serie), den HC Ajoie (4:3) und den HC La Chaux-de-Fonds (4:1) durch und gewann zum vierten Mal in fünf Jahren die NLB-Meisterschaft.
Der Club griff erst im April ins Transfergeschehen ein, da zu diesem Zeitpunkt die Ligazugehörigkeit gesichert war. So wurde die Saison mit beinahe der kompletten letztjährigen Mannschaft, der Aufstiegsmannschaft, in Angriff genommen, wobei neue Ausländer dazukamen, der letztjährige Topscorer des Absteigers EHC Basel Thomas Nüssli verpflichtet wurde und der Bieler Martin Steinegger vom SC Bern zurückkehrte.
In der ersten Saison nach dem Wiederaufstieg liessen die Leistungen, nach einigen Achtungserfolgen gegen Spitzenclubs, im letzten Viertel nach, und die Saison wurde auf dem letzten Tabellenplatz beendet. Nach Niederlagen in den Playouts gegen Langnau und Ambrì setzte der EHC Biel die Saison in der Ligaqualifikation gegen den NLB-Meister Lausanne HC fort und geriet dort mit 0:2 in der Serie in Rückstand. Zu diesem Zeitpunkt wurde Trainer Heinz Ehlers freigestellt und durch Sportchef Kevin Schläpfer ersetzt. In der Folge besiegte die Mannschaft den Lausanne HC im siebten Spiel und entschied die Serie mit 4:3 für sich.
Für die Saison 2009/10 wurden zum bisherigen Kanadier Rico Fata auf den Ausländerpositionen Sébastien Bordeleau, Curtis Brown und Richard Jackman verpflichtet. Mit Kent Ruhnke wurde ein ehemaliger Meistertrainer des EHC Biel unter Vertrag genommen. Mit einem der kleinsten Budgets der Liga spielte der Club lange um den Einzug in die Playoffs. Nach Ende der Qualifikation reichte es nicht für den achten Rang, und der Club wurde neunter. In den Playouts gegen Ambrì und Langnau verlor die Bieler Mannschaft, so dass erneut der Gang in die Ligaqualifikation anstand. Daher folgte die sofortige Freistellung von Kent Ruhnke, der erneut durch Kevin Schläpfer ersetzt wurde, welcher den EHC Biel in der Nationalliga A hielt.
In der Saison 2010/11 schenkte der Verwaltungsrat dem ehemaligen Sportchef Kevin Schläpfer das Vertrauen und setzte ihn als Trainer ein. Auf der Ausländerposition wurde mit Ahren Spylo ein neuer Stürmer verpflichtet. Spylo holte bis zum Ende der Saison am meisten Scorerpunkte für sein Team. Während der Saison wurden aufgrund der verletzungsbedingten Ausfälle von Bordeleau und Brown die Kanadier Brendan Bell und Éric Beaudoin verpflichtet. Im Verlauf der Saison erhielten zudem fünf Bieler Spieler die Möglichkeit, für die Schweizer Nationalmannschaft aufzulaufen. Mit Kevin Lötscher nahm zum ersten Mal seit langem wieder ein Bieler Spieler an einer Eishockey-Weltmeisterschaft teil. Die Playoff-Plätze verpasste der EHC Biel als Tabellenneunter relativ knapp, konnte aber bereits die erste Playout-Runde gegen den HC Ambrì-Piotta gewinnen und sich so frühzeitig in die Ferien verabschieden.
In der Saison 2011/12 belegte der Club den 8. Rang und qualifizierte sich bereits im vierten Jahr nach dem Wiederaufstieg, somit zum ersten Mal seit 19 Jahren, für die Playoffs. Die Viertelfinal-Serie ging mit 1:4 Siegen gegen den EV Zug verloren. Biels Torhüter Reto Berra wurde zum besten Torhüter der Saison 2011/12 gewählt. Nach der Saison traten sowohl Martin Steinegger als auch Sébastien Bordeleau vom Spitzeneishockey zurück.

### Kampf um die Playoffs
Zum zweiten Mal in Folge seit dem Wiederaufstieg erreichte der EHC Biel, trotz dem kleinsten Budget aller NLA-Mannschaften, in der Saison 2012/13 die Playoffs. Wie in der vorherigen Saison sicherten sich die Bieler in der letzten Qualifikationsrunde gegen den EV Zug den letzten Playoff-Platz vor dem EHC Kloten. Der EHC Biel trat im Viertelfinal gegen den Qualifikationssieger Fribourg-Gottéron an und egalisierte als erste Mannschaft seit der Einführung der Playoffs im Jahre 1986 eine Best-of-Seven-Serie, in welcher es zu Ungunsten der Mannschaft 0:3 stand, und erzwang ein siebtes Spiel. Während der Playoffs musste der EHC Biel verletzungsbedingt auf bis zu neun Spieler verzichten. Zum ersten Mal seit dem Wiederaufstieg platzierten sich mit Jacob Micflikier, Marc-Antoine Pouliot und Tyler Seguin drei Bieler Spieler unter den 20 besten Scorern der regulären Saison. Während des Lockouts der NHL spielten mehrere NHL-Grössen bei verschiedenen Mannschaften auf Schweizer Eis. Zwischen September bzw. Oktober 2012 bis Ende Dezember 2012 spielten Tyler Seguin von den Boston Bruins und Patrick Kane von den Chicago Blackhawks für den EHC Biel.
Die Saison 2013/14 gestaltete sich für den EHC Biel schwieriger als in den vorangegangenen Jahren. Aufgrund gewichtiger Abgänge in der Defensive, allen voran Torhüter Reto Berra, der in die National Hockey League wechselte, entschied sich die Clubleitung mit dem Rückkehrer Brendan Bell wieder für einen ausländischen Verteidiger. Zusammen mit den Kanadiern Ahren Spylo, Ryan MacMurchy und Matt Ellison sollte der vorzeitige Ligaerhalt erneut angestrebt werden. Ellison erwies sich jedoch als Fehlverpflichtung und musste den EHC Biel bereits nach sieben Spielen verlassen. Als Ersatz wurde mit Éric Beaudoin ein weiterer Rückkehrer verpflichtet. Nach einem guten Start in die Saison wurden die Resultate der Seeländer schlechter, worauf die Klubleitung mit der Verpflichtung des US-Amerikaners Chris Bourque und des Schweden Dragan Umičević ein Zeichen setzen wollte. Den vorletzten Platz in der Tabelle verhinderten die beiden neuen Ausländer aber nicht. In der neu eingeführten Zwischenrunde änderte sich nichts mehr an der Tabellenlage, und so musste der EHC Biel gegen die Rapperswil-Jona Lakers im Playoutfinal um den Ligaerhalt kämpfen. Die Serie ging mit 2:4 verloren. Die Mannschaft von Trainer Kevin Schläpfer kämpfte darauf in der Ligaqualifikation gegen den EHC Visp um den Ligaerhalt. Trotz des Einsatzes der NHL-Legende Alexei Kowaljow bei Visp setzte sich der EHC Biel am Ende mit 4:1 Siegen durch und sicherte somit den Ligaerhalt. In der Saison 2014/15 qualifizierte sich der EHC Biel zum dritten Mal innert vier Jahren für die Playoffs und musste sich dem Qualifikationssieger ZSC Lions nach sieben Spielen im Viertelfinal geschlagen geben.

### 2015/16
Die Hauptrunde der NLA-Saison 2015/16 schloss der EHCB als Tabellenletzter ab, in der Abstiegsrunde belegte man einen der beiden letzten Plätze und musste somit in den Final gegen die SCL Tigers. Diese Serie verlor Biel mit 2:4, sodass man als Teilnehmer der Ligaqualifikation feststand. Da NLB-Meister HC Ajoie aber seinen Verzicht erklärte, blieb Biel kampflos in der NLA.

### 2016/17
Im November 2016 trennte sich der Verein von Cheftrainer Kevin Schläpfer, nachdem es unter seiner Leitung zuvor aus zehn Spielen neun Niederlagen gegeben hatte. «Doch mit Schläpfer geht mehr als ein Trainer. Er war der Klub», schrieb die Neue Zürcher Zeitung anlässlich der Trennung. Schläpfer hatte den EHC Biel jahrelang als Spieler, Sportchef und dann als Trainer geprägt und war bei der Anhängerschaft sehr beliebt. Nachwuchstrainer Mike McNamara übernahm interimistisch das Amt des Cheftrainers, Mitte Dezember 2016 entschied die Geschäftsleitung des Clubs, dem Kanadier das Amt bis Saisonende 2016/17 zu übertragen. McNamara führte das Team aus der Krise und souverän in die Playoffs, der EHCB war nach der regulären Saison auf Rang 8 platziert. Daraufhin sprach ihm die Klubleitung das Vertrauen aus und stattete ihn mit einem Vertrag für die folgende Saison aus. In den Playoff-Viertelfinals trafen die Bieler auf den Kantonsrivalen SC Bern. Die Berner hatten die Qualifikation als Sieger beendet, dementsprechend klein wurde die Chance auf ein Weiterkommen eingeschätzt. Dies bestätigte sich, der EHC Biel verlor die Serie mit 1:4 und schied somit aus. Kurz nach dem Ausscheiden gab der EHC Biel die Übernahme der Stars of Sports AG bekannt. Damit hatte der EHC Biel nun die Exklusivrechte im Bereich der Gastronomie in der Tissot Arena.

### 2017/18
Zur neuen Saison wurde der Davoser Nachwuchs-Trainer Anders Olsson verpflichtet, der damit die Nachfolge von Dino Stecher antrat. Von 25 Heimspielen in der Qualifikation wurden 17 gewonnen, schliesslich erreichte Biel den dritten Rang. Im Herbst wies jedoch noch wenig auf eine so erfolgreiche Saison hin. Nach einem erfolgversprechenden Saisonstart folgte eine Serie ungenügender Leistungen. Ende November 2017 wurde Cheftrainer McNamara abgesetzt, zuvor hatte es eine Serie von vier Spielen mit nur einem Sieg gegeben. Der Finne Antti Törmänen trat die Nachfolge an. Unter Sportchef Martin Steinegger und dem neu verpflichteten Finnen Törmänen schafften die Seeländer den Turnaround und waren ab Dezember bis zum Ende der Qualifikation die erfolgreichste Mannschaft der National League. In den Playoffs traf der EHCB im Viertelfinal auf den HC Davos und bezwang die Bündner mit 4:2 Siegen. Im Halbfinal hatten die Bieler gegen den HC Lugano lange die Überhand, mussten sich den Tessinern aber letztlich geschlagen geben.

### Seit 2018
Auf die Saison 2018/19 hin verpflichtete der EHC Biel unter anderem den aus der NHL bereits erfahrenen finnischen Verteidiger Anssi Salmela, welcher bereits sechs WM-Teilnahmen vorweisen konnte und 2011 Weltmeister wurde. Mit Damien Brunner, dem langjährigen Schweizer Nationalspieler mit NHL-Erfahrung, wurde auch der Angriff wesentlich verstärkt. Erstmals seit dem Aufstieg verliess per Ende der Vorsaison kaum ein Schlüsselspieler den Verein, und das Team spielte eine solide Saison. Die Playoff-Qualifikation war nie gross in Frage gestellt, und die Qualifikation wurde auf dem 4. Rang beendet. Im Viertelfinal wurde der HC Ambrì-Piotta mit 4:1 Siegen bezwungen. Im Halbfinal unterlagen die Bieler dem SC Bern in der Serie mit 3:4.
In der Saison 2022/23 erreichte der EHC Biel unter Trainer Antti Törmänen zum ersten Mal seit Einführung der Playoffs den Playoff-Final. Die Qualifikation beendete der EHC Biel punktgleich mit dem Genève-Servette HC auf dem zweiten Rang. Der Playoff-Final ging nach sieben Spielen mit 3:4 verloren, und Genève-Servette HC wurde zum ersten Mal Meister.
Die Saison 2023/24 war eine herausfordernde Saison für den EHCB. Nach der erneuten Krebserkrankung von Antti Törmänen übernahm Petri Matikainen als Head Coach. Die Seeländer starteten zwar gut in die Saison mit zwei Siegen in der Champions Hockey League, taten sich danach jedoch schwer. Die Bieler lagen während der Saison einige Zeit unter dem Strich und man musste lange Zittern überhaupt in die Play-ins zu kommen. Einige Spiele vor Ende der Regular Saison wurde Petri Matikainen freigestellt und Sportchef Martin Steinegger übernahm an der Bande zusammen mit dem Ex-Biel Assistent Trainier Anders Olsson. Die Bieler schafften es knapp in die Play-ins wo sie sich zuerst gegen den HC Ambri-Piotta und danach gegen den amtierenden Schweizer Meister Genève Servette HC durchsetzten und in die Playoffs vorstiessen. Im Viertelfinale war jedoch Endstation für die Bieler. Die ZSC Lions bezwangen die Bieler mit 4:0. Am Ende der Saison hat man immerhin noch den Viertelfinal erreicht, welcher lange als unerreichbar aussah.

## Spielstätten

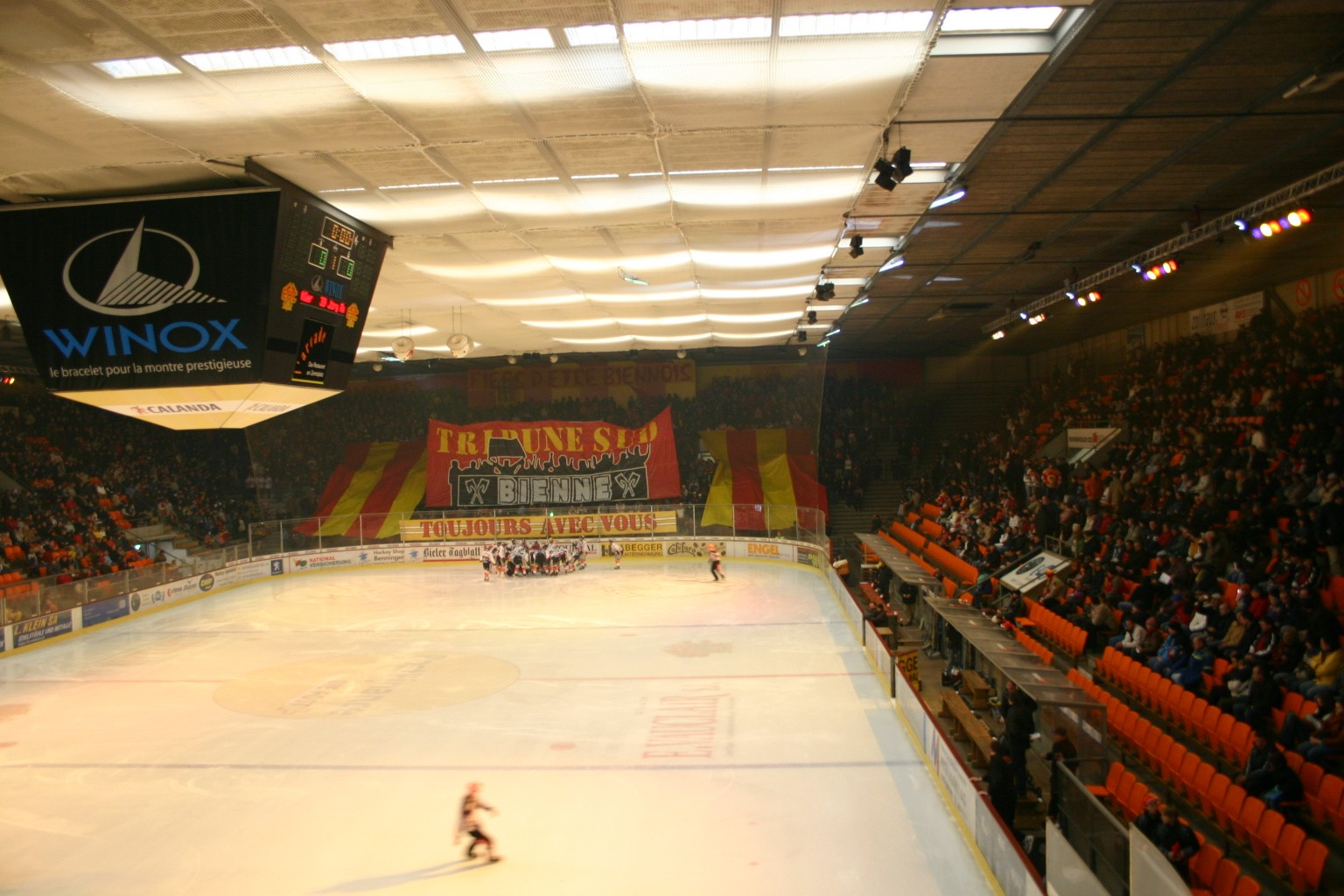
Eisstadion Biel, 1973–2015 (Innenansicht)

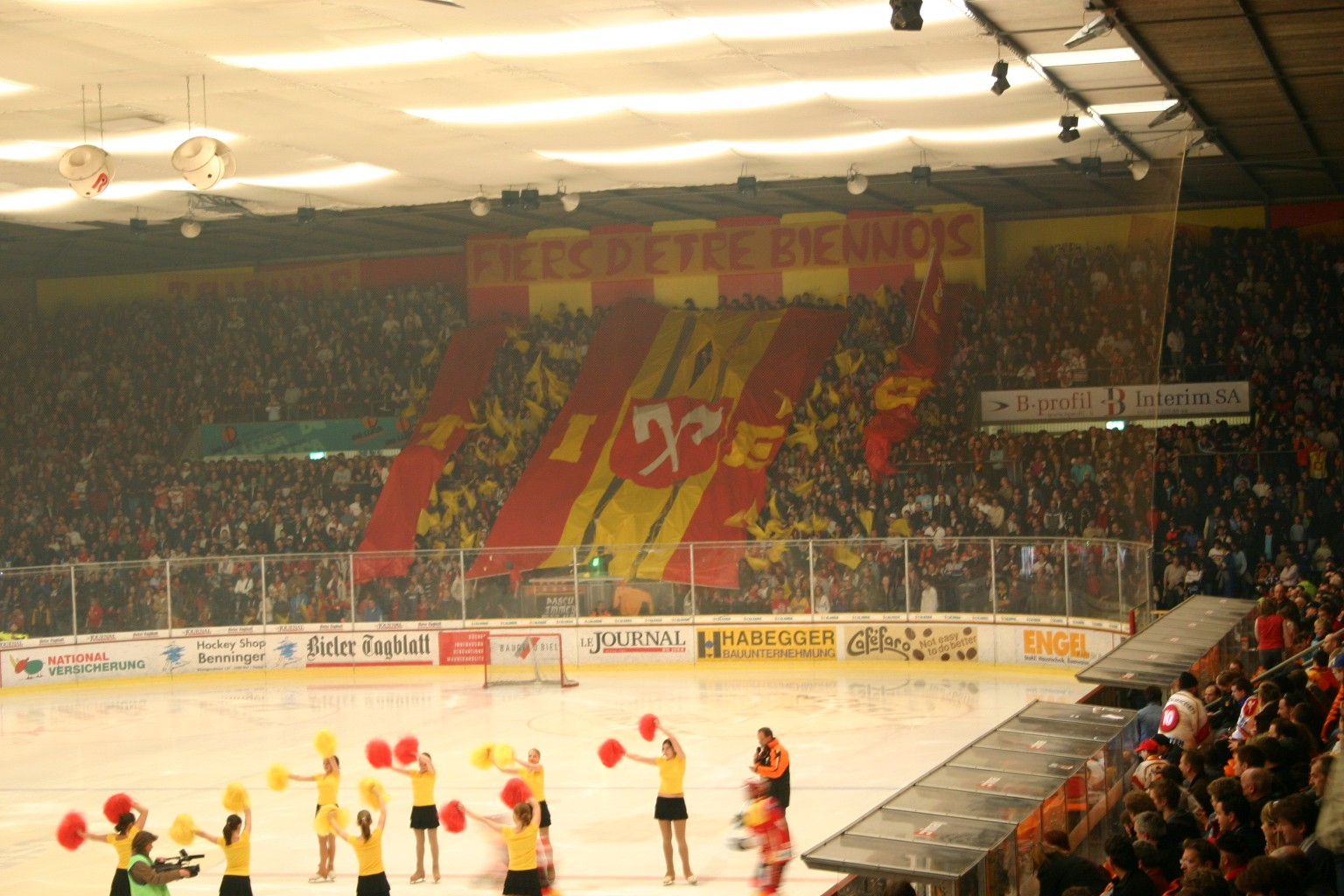
Eisstadion Biel, 1973–2015 (Stehplatztribüne)

Das Eisstadion Biel wurde 1973 auf Anregung des Vereinspräsidenten Willy Gassmann in Biel-Bözingen erbaut. Es war eines der grössten und modernsten Stadien der Schweiz. In den Meisterzeiten war es mit 9'411 Zuschauern zweimal ausverkauft und auch sonst überdurchschnittlich ausgelastet, in der Saison 1980/81 mit durchschnittlich 7'784 Zuschauern.
In der ersten Saison nach dem Aufstieg 2007/08 in die NLA besuchten 5'015 Zuschauer die Spiele im Bieler Eisstadion, welches Platz sechs der höchsten Zuschaueraufkommen in der Schweizer NLA bedeutete. Während der Jahre in der Nationalliga B ging die Zuschauerzahl auf rund 2'500 pro Spiel zurück, in den Playoffs war das Stadion deutlich besser gefüllt.
Am 14. April 2006 (Ligaqualifikationsspiel EHC Biel – HC Fribourg-Gottéron) war das Bieler Eisstadion nach elf Jahren erstmals wieder ausverkauft, dies aber nur mit 7'000 Zuschauern, da aufgrund des Alters des Eisstadions und der veränderten Sicherheitsbestimmungen nicht mehr als 9'411 Zuschauer zugelassen waren. In den darauffolgenden Saisons war das Eisstadion jeweils bei einzelnen Spielen während der Ligaqualifikationsspiele (SCL Tigers, EHC Basel, Lausanne HC) und während der Playoff-Halbfinalspiele der NLB 2007/08 gegen den HC Ajoie ausverkauft.

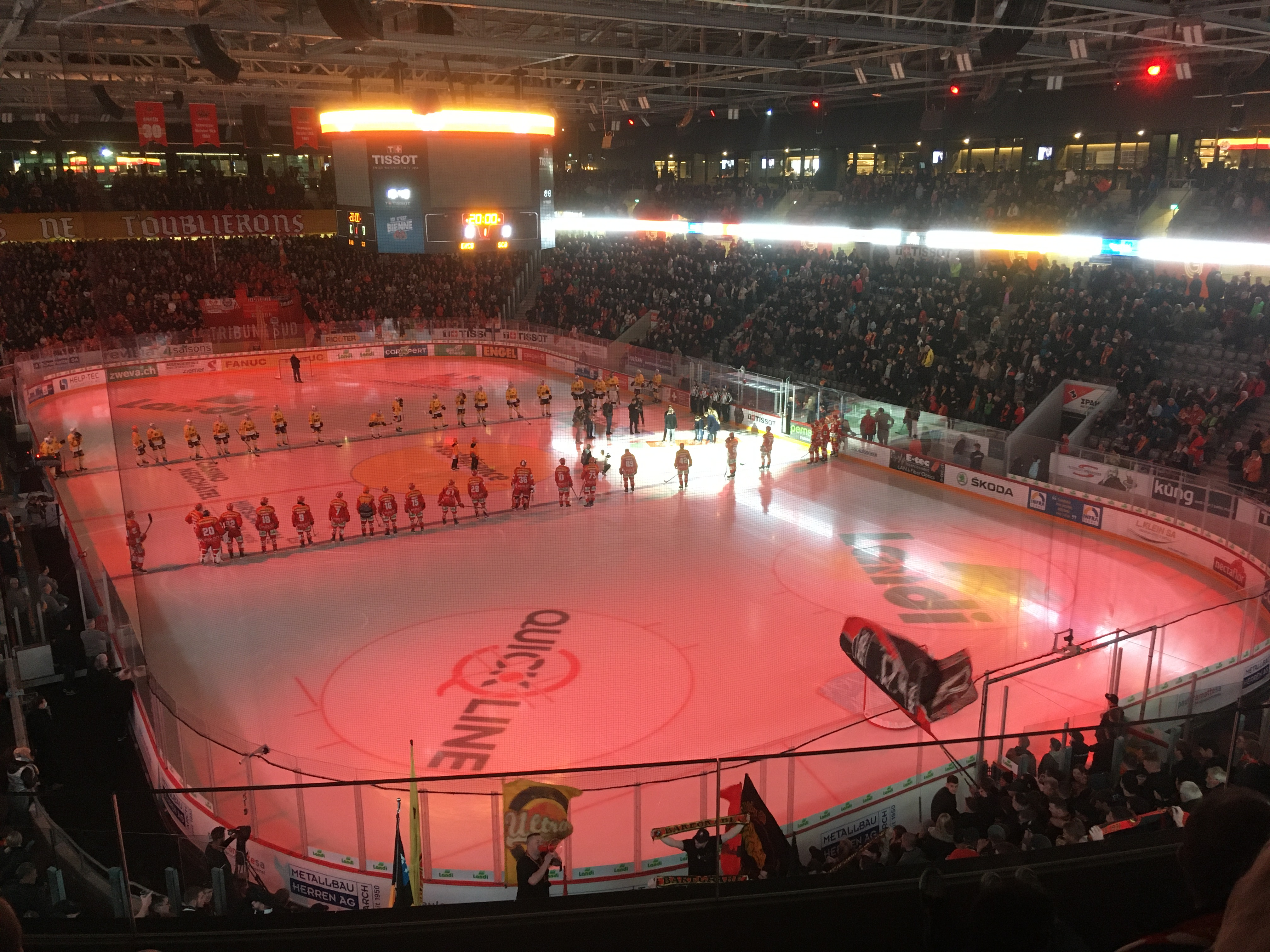
Tissot Arena Biel, ab 2015 (Innenansicht)

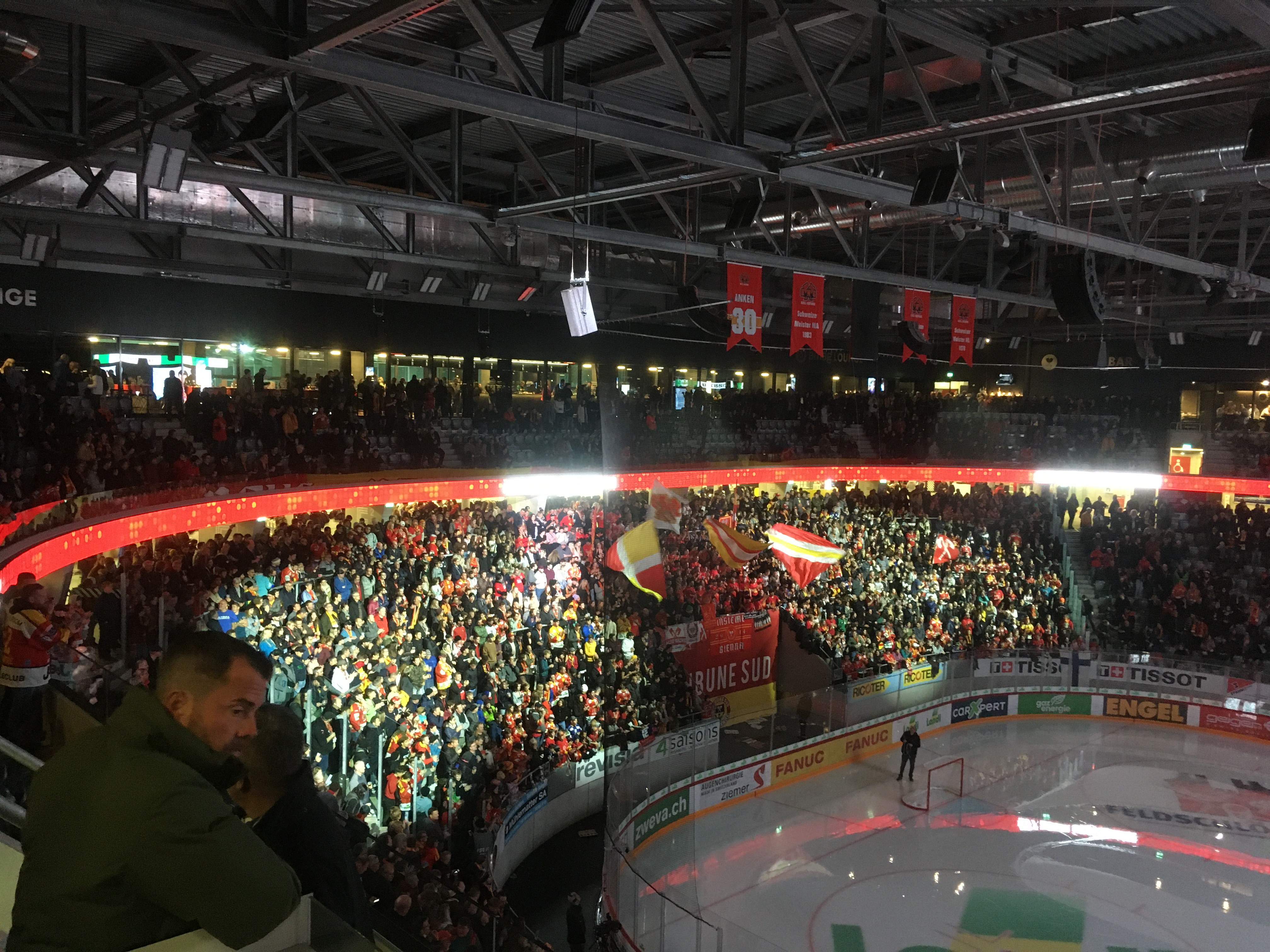
Tissot Arena Biel, ab 2015 (Stehplatztribüne)

Seit dem Wiederaufstieg in die NLA im Frühjahr 2008 war das Stadion bei mehreren Spielen gegen den Kantonsrivalen Bern, in den zwei Ligaqualifikationen gegen den Lausanne HC und in den Derbys gegen Fribourg-Gottéron bis auf den letzten Platz besetzt.
Bis zum Jahre 1958 spielte der EHC Biel auf einer offenen Eisbahn mit Natureis im Bieler Gurzelenquartier. In den späten 1950er-Jahren wurde der EHC Biel populärer und hatte einen regeren Zuschauerzuspruch. Somit erwies sich die Natureisbahn als zu klein, und am 21. November 1958 wurde die neu gebaute Kunsteisbahn Längfeld vor 5'000 Zuschauern anlässlich eines Freundschaftsspiels gegen den Schweizer Meister EHC Arosa eröffnet. Obwohl nun auf Kunsteis gespielt wurde und Tribünen um das Stadion errichtet worden waren, war das Stadion noch nicht gedeckt.
Im September 2015 wurde die Tissot Arena eröffnet. Mit diesem neuen Stadion wollte man dem erhöhten Zuschauerstrom der National League A, den neuen Sicherheitsanforderungen und den veränderten Bedürfnissen der Zuschauer gerecht werden. Die Tissot Arena umfasst ein Eishockey- und ein Fussballstadion sowie eine Curlinghalle und ein Einkaufszentrum und steht direkt an der Autobahn A5 in Biel-Bözingen. Das Eishockeystadion bietet seit der Saison 2022/23 neu eine Zuschauerkapazität von 6562 Plätzen (zuvor 6521), davon 4400 Sitzplätze.

## Bieler Fans
Es gibt verschiedene Fanclubs, welche den Verein bei jedem Spiel unterstützen. Diese sind alle im Dachverband Tribune Sud, welcher alle in der Stehplatzkurve anwesenden Fans sowie Gruppierungen vereinen soll, zusammengeschlossen. Die wichtigsten sind die Ultra-Gruppierungen Insieme Bienna und Ultima Ratio. Zudem gibt es noch die traditionellen Fanclubs wie den Seeschwalbe Fanclub, den Bully-Goal Fanclub und die Curva Sud Centro. Des Weiteren gibt es Fangruppierungen wie die Curva Grünstern oder die Curva Ganja. Die Stimmung im Stadion wird massgeblich mit Gesängen, Choreographien und Anfeuerungsrufen aus der 4'000 Zuschauer fassenden Bieler Stehplatzkurve, der so genannten Tribune Sud, beeinflusst.
Wie in der ganzen zweisprachigen Stadt Biel spiegelt sich der Bilinguismus auch auf der Stehplatztribüne des Eisstadions wider. Die Fangesänge sind teils in französischer, teils in deutscher Sprache. Wenn der EHC Biel in Führung liegt, den Gegner dominiert oder unter Druck setzt, ist von der Tribune Sud stets der typische Sprechgesang «Ici c’est Bienne, ici c’est Bienne…» zu hören.
Während der Playoffs der Saison 2006/07 wurde ein alter Brauch aus der NLA-Zeit und der damit verbundenen Derbys gegen den SC Bern wieder erweckt. In jeder Serie wurde ein Fisch (Forelle) durch einen der Zuschauer aufs Eis geworfen, welcher dem EHC Biel Glück bringen sollte.

### Rivalitäten
Eine besondere Fan-Rivalität besteht zu den Fans der Vereine Fribourg-Gottéron, SCL Tigers und SC Bern. Die Spiele gegen diese Mannschaft enthalten aufgrund ihres Derby-Charakters meist eine besondere Brisanz und ziehen viele Zuschauer an.

## Spieler

### Kader der Saison 2024/25
Stand: 5. August 2025
| Nr. | Nat.       | Spieler            | Pos. | Geburtsdatum       | im Team seit | Geburtsort                 |
| --- | ---------- | ------------------ | ---- | ------------------ | ------------ | -------------------------- |
| 74  | Schweiz    | Luis Janett        | G    | 3. Mai 2000        | 2024         | St. Gallen, Schweiz        |
| 35  | Finnland   | Harri Säteri       | G    | 29. Dezember 1989  | 2022         | Toijala, Finnland          |
| 14  | Schweiz    | Niklas Blessing    | D    | 12. August 2006    | 2021         | Schweiz                    |
| 71  | Schweiz    | Yanik Burren       | D    | 28. Januar 1997    | 2023         | Bern, Schweiz              |
| 15  | Schweiz    | Gaël Christe       | D    | 21. August 2004    | 2024         | Schweiz                    |
| 98  | Schweiz    | Luca Christen      | D    | 16. September 1998 | 2022         | Schweiz                    |
| 77  |            | Robin Grossmann    | D    | 17. August 1987    | 2021         | Dintikon, Schweiz          |
|     | Schweden   | Linus Hultström    | D    | 9. Dezember 1992   | 2025         | Vimmerby, Schweden         |
|     | Finnland   | Oskari Laaksonen   | D    | 2. Juli 1999       | 2025         | Tampere, Finnland          |
| 50  | Schweden   | Viktor Lööv        | D    | 16. November 1992  | 2021         | Södertälje, Schweden       |
| 18  | Schweiz    | Yanick Stampfli    | D    | 23. März 2000      | 2020         | Schweiz                    |
| 49  | Schweiz    | Miro Zryd          | D    | 3. November 1994   | 2024         | Adelboden, Schweiz         |
| 24  | Schweden   | Lias Andersson     | C    | 13. Oktober 1998   | 2024         | Smögen, Schweden           |
| 17  | Schweiz    | Jérémie Bärtschi   | RW   | 7. September 2002  | 2020         | Schweiz                    |
|     | Schweiz    | Leo Braillard      | W    | 5. Juli 2005       | 2025         | La Chaux-de-Fonds, Schweiz |
|     | Tschechien | Petr Čajka         | C    | 11. Dezember 2000  | 2025         | Kadaň, Tschechien          |
| 13  | Schweiz    | Nolan Cattin       | RW   | 19. Juni 2006      | 2021         | Schweiz                    |
|     | Schweiz    | Livio Christen     | F    | 3. November 2005   | 2023         | Wynigen, Schweiz           |
| 92  | Schweiz    | Gaëtan Haas – C    | C    | 31. Januar 1992    | 2021         | Bonfol, Schweiz            |
| 16  | Osterreich | Fabio Hofer        | RW   | 23. Januar 1991    | 2020         | Lustenau, Österreich       |
|     | Schweiz    | Guillaume Kaser    | C    | 4. März 2005       | 2017         | Genf, Schweiz              |
| 22  | Schweiz    | Johnny Kneubuehler | C    | 27. Mai 1996       | 2024         | Reiden, Schweiz            |
| 6   | Schweiz    | Nicolas Müller     | C    | 21. Juni 1999      | 2024         | Arisdorf, Schweiz          |
| 25  | Finnland   | Toni Rajala – A    | W    | 29. März 1991      | 2016         | Parkano, Finnland          |
|     | Schweiz    | Yanick Sablatnig   | RW   | 6. August 1999     | 2024         | Rüderswil, Schweiz         |
| 76  | Finnland   | Jere Sallinen      | LW   | 26. Oktober 1990   | 2021         | Espoo, Finnland            |
|     | Slowenien  | Mark Sever         | W    | 10. Januar 2005    | 2024         | Jesenice, Slowenien        |
|     | Schweden   | Marcus Sylvegård   | RW   | 4. Mai 1999        | 2025         | Gessie, Schweden           |
|     | Schweiz    | Jamie Villard      | RW   | 18. Januar 2006    | 2018         | Biel-Bienne, Schweiz       |

Trainerstab 2024/25
| Tätigkeit       |                 | Name               | Geburtsdatum     | Im Team seit | Geburtsort                 |
| --------------- | --------------- | ------------------ | ---------------- | ------------ | -------------------------- |
| Cheftrainer     | Schweden        | Martin Filander    | 20. August 1981  | 2024         | Åkers Styckebruk, Schweden |
| Co-Trainer      | Schweiz         | Beat Forster       | 2. Februar 1983  | 2024         | Herisau, Schweiz           |
| Co-Trainer      | Schweden        | Mathias Tjärnqvist | 15. April 1979   | 2024         | Umeå, Schweden             |
| Torhütertrainer | Schweiz Italien | Marco Streit       | 7. Dezember 1975 | 2013         | Köniz, Schweiz             |

### Rekorde
Abkürzungen: TW = Torhüter, V = Verteidiger, S = Stürmer, * = noch aktiver Spieler

#### Die 10 erfolgreichsten NLA-Ausländer
| Name               | Position | Spiele | Tore | Assists | Punkte | Punkte pro Spiel |
| ------------------ | -------- | ------ | ---- | ------- | ------ | ---------------- |
| Normand Dupont     | S        | 262    | 267  | 257     | 524    | 2                |
| Richmond Gosselin  | S        | 155    | 169  | 139     | 308    | 1,99             |
| Serge Martel       | S        | 77     | 65   | 63      | 128    | 1,66             |
| Daniel Poulin      | V        | 249    | 165  | 202     | 367    | 1,47             |
| Ramil Juldaschew   | S        | 84     | 81   | 41      | 122    | 1,45             |
| Barry Jenkins      | S        | 56     | 40   | 37      | 77     | 1,38             |
| Steve Latinovich   | S        | 82     | 67   | 43      | 110    | 1,34             |
| Bob Lindberg       | S        | 104    | 72   | 61      | 133    | 1,28             |
| Walerij Schyrjajew | V        | 66     | 36   | 42      | 78     | 1,18             |
| Gaston Gingras     | V        | 55     | 22   | 31      | 53     | 0,96             |

(Reihenfolge nach Punkten pro Spiel, Spieler min. 1 Saison beim EHC Biel)

#### Die 10 treuesten Spieler nach Jahren (Stand 12. September 2019)
| Name              | Position | Spiele | davon NLA | davon NLB | Jahre                    |
| ----------------- | -------- | ------ | --------- | --------- | ------------------------ |
| Mathieu Tschantré | S        | 854    | 542       | 312       | 2000–2020 (20)           |
| Olivier Anken     | TW       | 628    | 628       | 0         | 1976–1994 (18)           |
| Jakob Kölliker    | V        | 368    | 368       | 0         | 1970–1984 1989–92 (17)   |
| Serge Meyer       | V        | 585    | 54        | 531       | 1996–2010 (14)           |
| Sven Schmid       | V        | 563    | 212       | 351       | 1986–1989 1991–2002 (14) |
| Cyrill Pasche     | S        | 533    | 54        | 479       | 1992–2002 2004–2007 (13) |
| Gilles Dubois     | S        | 453    | 348       | 103       | 1985–95 1998–2001 (13)   |
| Beat Cattaruzza   | V        | 398    | 398       | 0         | 1983–1995 (12)           |
| Willy Kohler      | S        | 359    | 359       | 0         | 1982–1992 (10)           |
| Björn Schneider   | V        | 310    | 180       | 130       | 1989–1995 1999–2003 (10) |
| Daniel Dubois     | V        | 278    | 278       | 0         | 1975–1985 (10)           |

#### Weitere vereinsinterne Rekorde
| Beste Statistik während der Zugehörigkeit zum EHC Biel |                   |                                    |
| Kategorie                                              | Name              | Anzahl                             |
| Meiste Punkte in der NLA                               | Normand Dupont    | 524 Punkte                         |
| Meiste Tore                                            | Normand Dupont    | 267 Tore                           |
| Meiste Assists in der NLA                              | Normand Dupont    | 257 Assists                        |
| Meiste Punkte in der NLA in einer Saison               | Normand Dupont    | 90 Punkte in 38 Spielen (2,37 PpS) |
| Meiste Tore in der NLA in einer Saison                 | Richmond Gosselin | 52 Tore in 38 Spielen (1,37 TpS)   |
| Meiste Jahre                                           | Mathieu Tschantré | 20 Jahre                           |
| Meiste Spiele insgesamt                                | Olivier Anken     | 628 Spiele                         |
| Meiste Spiele in der NLA                               | Olivier Anken     | 628 Spiele                         |
| Meiste Spiele in der NLB                               | Serge Meyer       | 446 Spiele                         |

Stand: Ende Saison 2010/11

### NHL-Spieler während der Lockouts
| Name          | Saison  | Liga | Spiele | Tore | Assists | Punkte | Punkte pro Spiel | Strafminuten |
| ------------- | ------- | ---- | ------ | ---- | ------- | ------ | ---------------- | ------------ |
| Chris Chelios | 1994/95 | NLA  | 3      | 0    | 3       | 3      | 1                | 4            |
| Ben Clymer    | 2004/05 | NLB  | 19     | 12   | 13      | 25     | 1,32             | 30           |
| Tyler Wright  | 2004/05 | NLB  | 19     | 11   | 12      | 23     | 1,21             | 48           |
| Tyler Seguin  | 2012/13 | NLA  | 29     | 25   | 15      | 40     | 1,38             | 24           |
| Patrick Kane  | 2012/13 | NLA  | 20     | 13   | 10      | 23     | 1,15             | 6            |

Chronologische Reihenfolge

### Gesperrte Trikotnummern
- #12 Mathieu Tschantré[24]
- #30 Olivier Anken[25]

## Platzierungen seit 1974/75
| Saison  | Liga | Platzierung Qualifikation | Playoff                      |
| ------- | ---- | ------------------------- | ---------------------------- |
| 1974/75 | NLB  | 1. Platz                  | Meister NLB / Aufstieg NLA   |
| 1975/76 | NLA  | 2. Platz                  | keine ausgetragen            |
| 1976/77 | NLA  | 3. Platz                  | keine ausgetragen            |
| 1977/78 | NLA  | 1. Platz                  | Schweizer Meister            |
| 1978/79 | NLA  | 3. Platz                  | keine ausgetragen            |
| 1979/80 | NLA  | 4. Platz                  | keine ausgetragen            |
| 1980/81 | NLA  | 1. Platz                  | Schweizer Meister            |
| 1981/82 | NLA  | 5. Platz                  | Meisterrunde                 |
| 1982/83 | NLA  | 1. Platz                  | Schweizer Meister            |
| 1983/84 | NLA  | 5. Platz                  | Meisterrunde                 |
| 1984/85 | NLA  | 5. Platz                  | Meisterrunde                 |
| 1985/86 | NLA  | 5. Platz                  | Playoff verpasst             |
| 1986/87 | NLA  | 6. Platz                  | Playoff verpasst             |
| 1987/88 | NLA  | 5. Platz                  | Playoff verpasst             |
| 1988/89 | NLA  | 6. Platz                  | Viertelfinal                 |
| 1989/90 | NLA  | 3. Platz                  | Halbfinal                    |
| 1990/91 | NLA  | 7. Platz                  | Viertelfinal                 |
| 1991/92 | NLA  | 8. Platz                  | Viertelfinal                 |
| 1992/93 | NLA  | 8. Platz                  | Viertelfinal                 |
| 1993/94 | NLA  | 10. Platz                 | Playout                      |
| 1994/95 | NLA  | 10. Platz                 | Abstieg                      |
| 1995/96 | NLB  | 7. Platz                  | Viertelfinal                 |
| 1996/97 | NLB  | 8. Platz                  | Viertelfinal                 |
| 1997/98 | NLB  | 2. Platz                  | Final                        |
| 1998/99 | NLB  | 4. Platz                  | Halbfinal                    |
| 1999/00 | NLB  | 5. Platz                  | Halbfinal                    |
| 2000/01 | NLB  | 2. Platz                  | Final                        |
| 2001/02 | NLB  | 6. Platz                  | Viertelfinal                 |
| 2002/03 | NLB  | 3. Platz                  | Halbfinal                    |
| 2003/04 | NLB  | 1. Platz                  | Meister NLB                  |
| 2004/05 | NLB  | 2. Platz                  | Halbfinal                    |
| 2005/06 | NLB  | 1. Platz                  | Meister NLB                  |
| 2006/07 | NLB  | 2. Platz                  | Meister NLB                  |
| 2007/08 | NLB  | 1. Platz                  | Meister NLB / Aufstieg NLA   |
| 2008/09 | NLA  | 12. Platz                 | Ligaqualifikation            |
| 2009/10 | NLA  | 9. Platz                  | Ligaqualifikation            |
| 2010/11 | NLA  | 9. Platz                  | 1. Playout-Runde             |
| 2011/12 | NLA  | 8. Platz                  | Playoff-Viertelfinal         |
| 2012/13 | NLA  | 8. Platz                  | Playoff-Viertelfinal         |
| 2013/14 | NLA  | 11. Platz                 | Ligaqualifikation            |
| 2014/15 | NLA  | 8. Platz                  | Playoff-Viertelfinal         |
| 2015/16 | NLA  | 12. Platz                 | Playout-Final                |
| 2016/17 | NLA  | 8. Platz                  | Playoff-Viertelfinal         |
| 2017/18 | NL   | 3. Platz                  | Playoff-Halbfinal            |
| 2018/19 | NL   | 4. Platz                  | Playoff-Halbfinal            |
| 2019/20 | NL   | 5. Platz                  | COVID-bedingt keine Playoffs |
| 2020/21 | NL   | 7. Platz                  | Pre-Playoffs                 |
| 2021/22 | NL   | 6. Platz                  | Playoff-Viertelfinal         |
| 2022/23 | NL   | 2. Platz                  | Playoff-Final                |
| 2023/24 | NL   | 9. Platz                  | Playoff-Viertelfinal         |
| 2024/25 | NL   | 11. Platz                 | Playoff verpasst             |

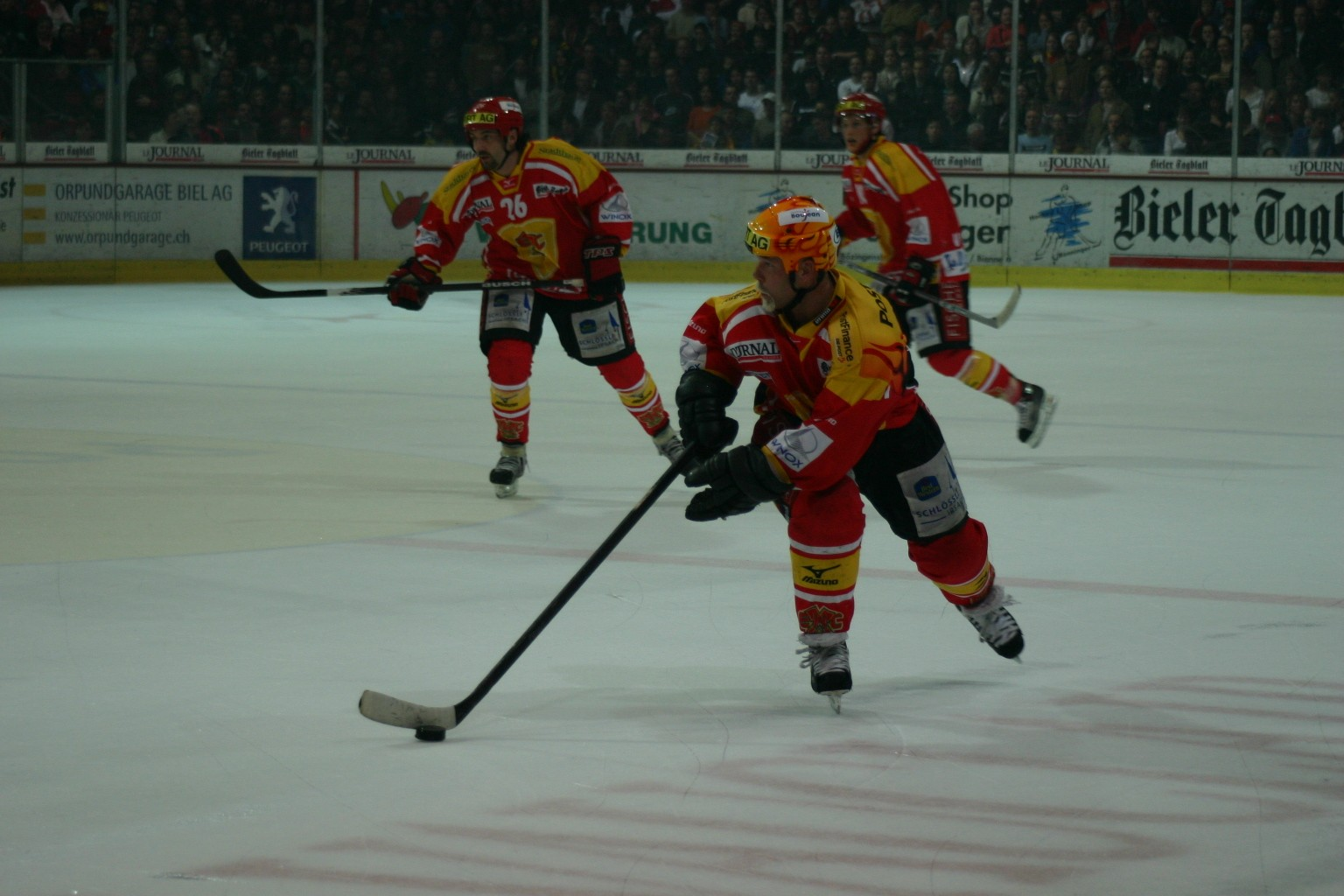
Spielgeschehen Saison 2005/06

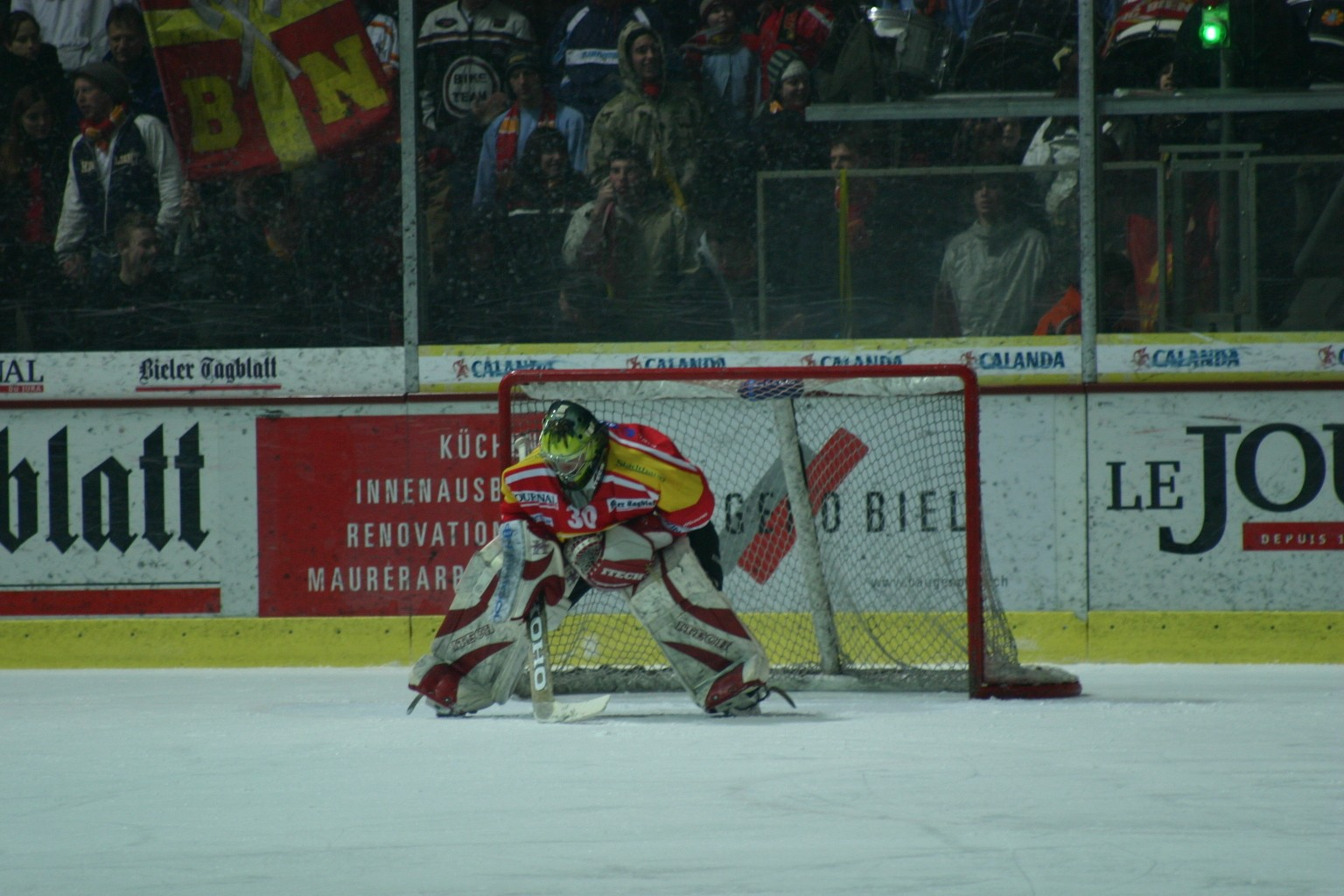
Spielgeschehen Saison 2005/06

Informationen zu den Platzierungen aus hockeyfans.ch und 40 Jahre EHC Biel-Bienne.

## Bekannte ehemalige Trainer
- František Vaněk (1976–1980)
- Kent Ruhnke (1981–1984)
- Ștefan Ionescu (1984–1988)
- Kim Collins (2004–2007)
- Heinz Ehlers (2007–2009)
- Kevin Schläpfer (2010–2016)

## Nachwuchs

Logo EHC Biel-Bienne Spirit

Der Nachwuchs ist unter der EHC Biel-Bienne Spirit AG, welche am 16. Juni 2003 als Nachwuchsorganisation des EHC Biel gegründet wurde, organisiert und umfasst im Moment etwa 150 Nachwuchsspieler im Alter zwischen 6 und 20 Jahren. 
Der Bieler Nachwuchs wurde in den letzten Jahren stets besser und gehört zu den besten in der Schweiz. Der letzte Titel holte die U17-Elit in der Saison 2022/23. Die U20-Elit stand 2023/24 im Finale und verlor gegen den EV Zug.
Die strikte Trennung des Nachwuchses vom Profibereich war eine Forderung des Schweizerischen Eishockeyverbandes nach dem Abstieg 1994/95 aus der NLA und den darauffolgenden finanziellen Schwierigkeiten des EHC Biel.
Der EHC Biel konnte schon mehrfach von diesen eigenen Nachwuchsspielern profitieren, und viele frühere Nachwuchsspieler spielen bei anderen Eishockeyclubs in der NLA. Dies sind in letzter Zeit z. B. die Schweizer Nationalspieler Patrick von Gunten, Philipp Rytz und Martin Steinegger sowie der frühere NHL-Spieler Michel Riesen.

## Clubwappen
Am Anfang war das Clubwappen das Wappen der Stadt Biel. Erst in den 1970er Jahren wurde für den EHC Biel ein eigenes Clubwappen entworfen. Es wurde bis heute mehrfach abgeändert, so wurde in der Saison 1994/95 das Bieler Logo durch das Einfügen eines Pinguins verändert, womit der Verein sich an die nordamerikanischen NHL-Vereine anpassen wollte, was bis heute bei vielen Vereinen gängig ist. Das Vorbild für den Pinguin waren die damals sehr erfolgreichen Pittsburgh Penguins. Später wurde der Pinguin allerdings wieder aus dem Wappen entfernt. Seitdem wird das Maskottchen von einem Grossteil der Bieler Fans unweigerlich mit dem Abstieg 1994/95 in die NLB verbunden und ist deshalb auch nie wieder beim EHC Biel aufgetaucht.
Typisch für alle bisherigen Clubwappen sind die zwei gekreuzten Beile aus dem Stadtwappen Biels.

Bis Mitte 1970er-Jahre
1975–1985
Ab 1985
Ende 1980-Anfang 1990
Mitte 1990er-Jahre
1994/95
1995–2011
Ab 2011
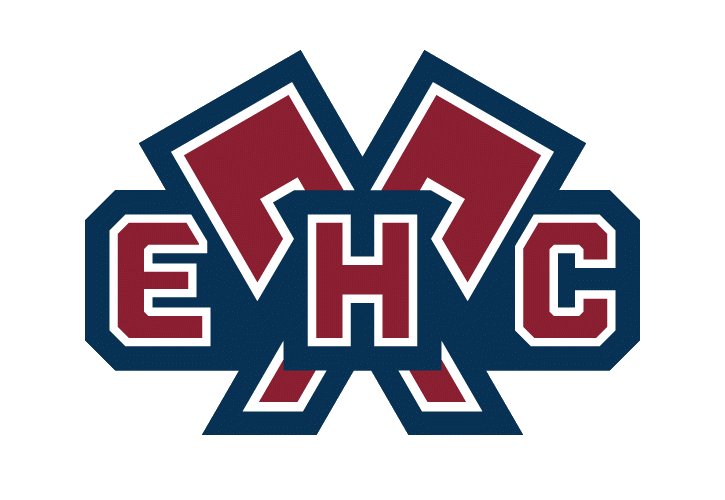
2015–2017
Seit 2017

## Einlauftrikot
Seit geraumer Zeit ist es beim EHC Biel Tradition, dass das Einlauftrikot – wie bei anderen Klubs auch – gesponsert wird, aber stets einen starken Zusammenhang mit dem EHC Biel aufweist. So tritt der EHC Biel beim Einlaufen nicht – wie viele andere Clubs – mit einem reinen Werbetrikot auf. Bis zur Saison 2007/08 wurde das Einlauftrikot von Tourismus Biel-Bienne gesponsert. Seit der Saison 2008/09 wird es vom Fanclub Seeschwalbe bereitgestellt.

Einlauftrikot 2008/09
Einlauftrikot 2009/10 (Anlässlich Jubiläum 70 Jahre EHC Biel)